# 先锋乡 (冕宁县)
先锋乡，是中华人民共和国四川省凉山彝族自治州冕宁县曾经下辖的一个乡。2019年12月，撤销先锋乡，所属行政区域划归泸沽镇管辖。

## 行政区划
先锋乡撤销前下辖以下地区：
双河村、兴隆村、白坭村、中和村、坝口村、巴姑村、长新村、杨家村、落石村、白象村和南山村。